# Hrvatski speleološki savez
Hrvatski speleološki savez (kratica: HSS) je savez speleoloških udruga, tj. pravnih osoba koje su registrirane za speleološku djelatnost u Republici Hrvatskoj. Sjedište mu je u Zagrebu.
Hrvatska je članica međunarodne speleološke unije, zajedno s još 60 zemalja svijeta, koje su tamo zastupljene sa svojim nacionalnim speleološkim savezima.
Hrvatski speleološki savez je neprofitna, dobrovoljna, izvanstranačka, stručno-znanstvena i sportska udruga, čije članstvo radi na razvijanju, unapređivanju, koordinaciji i popularizaciji speleološke znanosti, speleološke svijesti i navika te istraživanju (otkrićima), iskorištavanju i zaštiti speleoloških objekata. Hrvatski speleološki savez je savez speleoloških udruga, odnosno pravnih osoba koje se bave speleologijom u Republici Hrvatskoj.
Uz naziv na hrvatskom jeziku, Hrvatski speleološki savez može rabiti naziv na engleskom jeziku, koji glasi: "Croatian Speleological Federation" (CSF).

## Osnutak saveza
HSS je osnovan u Zagrebu, 2. travnja 1954. godine pod nazivom "Speleološko društvo Hrvatske", od 20. listopada 1990. godine djeluje pod nazivom "Hrvatsko speleološko društvo", a od 21. veljače 1998. godine naziva se: "Hrvatski speleološki savez".
Udruga njeguje tradiciju "Odbora za uređenje Baračevih špilja", utemeljenog 20. veljače 1892. godine i "Odbora za istraživanje špilja Geologijskog povjerenstva Kraljevine Hrvatske i Slavonije", utemeljenog 31. srpnja 1910. godine, prvih hrvatskih amaterskih i profesionalnih speleoloških udruga, koje su bile osnovane među prvima u svijetu.
HSS djeluje na području cijele Republike Hrvatske. Ima svojstvo pravne osobe, a kao udruga registrirana je pri Ministarstvu uprave Republike Hrvatske, u Uredu za udruge Vlade Republike Hrvatske pod brojem 00000461.
Hrvatska je postala članica Međunarodne speleološke unije na Generalnoj skupštini UIS-a, koja je održana na 11. Svjetskom speleološkom kongresu u Pekingu, 3. kolovoza 1993. godine. S time su Hrvatska i Slovenija zadržale svoj kontinuitet članstva u UIS-u od osnutka, tj. od 1965. godine.
Hrvatski speleolozi su aktivno sudjelovali na svim dosadašnjim svjetskim speleološkim kongresima:
- 1. Francuska (Pariz, 1953.),
- 2. Italija (Bari, 1958.),
- 3. Austrija (Beč, 1961.),
- 4. Jugoslavija (Postojna, 1965.),
- 5. Njemačka (Stuttgart, 1969.),
- 6. Čehoslovačka (Olomouc, 1973.),
- 7. Velika Britanija (Sheffield, 1977.),
- 8. SAD (Bowling Green, 1981.),
- 9. Španjolska (Barcelona, 1986.),
- 10. Mađarska (Budimpešta, 1989.),
- 11. Kina (Peking, 1993.),
- 12. Švicarska (La Chaux-des-Fonds, 1997.)
- 13. Brazil (Brasília, 2001.),
- 14. Grčka (Kalamos, 2005.).

## Speleološke kategorije, članstvo, ustrojstvo i aktivnost Hrvatskog speleološkog saveza
Unutar Hrvatskog speleološkog saveza, nakon propisanog školovanja i polaganja ispita pred odabranim povjerenstvom dodjeljuju se speleološke kategorije, ovisno o postignutom stupnju znanja i iskustva:
- speleološki pripravnik,
- speleolog,
- stariji speleolog,
- instruktor speleologije,
- stariji instruktor speleologije,

Članicom Hrvatskog speleološkog saveza postaje se na temelju zamolbe, uz predočenje dokaza da je pravna osoba registrirana u skladu s važećim propisima i zakonima. Sve članice Hrvatskog speleološkog saveza preko saveza dobivaju i godišnju dozvolu za stručna i znanstvena istraživanja (otkrića) speleoloških objekata, koja im daje Ministarstvo kulture Republike Hrvatske, Uprava za zaštitu prirode. Bez takvih dozvola nije moguće ulazi niti u jedan speleološki objekt u republici Hrvatskoj, prema važećem Zakonu o zaštiti prirode NN 70 /2005 i NN 138/2008.
Danas su aktivne članice Hrvatskog speleološkog saveza u Zagrebu, Pazinu, Poreču, Splitu, Fužinama, Karlovcu, Sinju, Opatiji, Kastvu, Samoboru, Bujama, Roču, Puli, Vrsaru, Rijeci, Rakovici i u drugim mjestima. 
Djelatnost HSS odvija se kroz Upravni odbor, Nadzorni odbor, stručna povjerenstva (komisije) i koordinatore, koji su izabrani za četvorogodišnje razdoblje na Skupštini 8. travnja 2006. godine u Pazinu. Primjerice:
- Komisija za opremu i tehniku istraživanja,
- Komisija za dokumentaciju, informatiku i katastar,
- Komisija za biospeleologiju,
- Komisija za geoznanstvena istraživanja i topografsko snimanje,
- Komisija za izobrazbu i edukaciju,
- Komisija za fotografska i video snimanja,
- Komisija za speleoronjenje i suradnju s Hrvatskim ronilačkim savezom,
- Komisija za turističke speleološke objekte,
- Komisija za Statut i dokumente HSS,
- Koordinator za spašavanje i suradnju s Hrvatskom gorskom službom spašavanja,
- Koordinator za suradnju sa Zajednicom tehničke kulture,
- Koordinator za evidenciju potencijalnih arheoloških lokaliteta u speleološkim objektima,
- Zastupnik u skupštini Union Internationale de Speleologie (delegat UIS-a).

Aktivnost udruga članica HSS, kao i samog saveza, ocijenjena je i u međunarodnim okvirima kao zamjetna i utjecajna, tako da su naši speleolozi bili sudionicima u speleološkim ekspedicijama diljem Hrvatske i cijeloga svijeta.
Hrvatski speleološki savez ili njene članice u svojoj su dugogodišnjoj aktivnosti organizirali brojna speleološka istraživanja (otkrića) i ekspedicije kod nas i u svijetu. Na primjer, istraživanja brojnih speleoloških objekata na otocima Braču, Hvaru, Korčuli, poluotoku Pelješcu te u području Like i Gorskog kotara (tadašnji listovi topografskih karata Ogulin 1,2,3,4; Senj 1,2,3,4; Gospić 1,2,3,4), zatim istraživanja područja Istre, Gorskog kotara, Ćićarije (oko 500 speleoloških objekata), te u jadranskom obalnom području. U razdoblju od 1954. do 1970. ukupno je obrađeno i registrirano 3820 speleoloških objekata (Institut za geološka istraživanja), do 1986. godine 5263 objekata (M. Garašić), a danas ih je u Hrvatskoj, zajedno sa svim sustavno obrađenim kavernama (preko 950 kaverni), tj. speleoloških objekta bez prirodnih ulaza s površine objekata, registrirano preko 11.500, što je značajno u odnosu na veličinu Hrvatske i broj speleologa koji u njoj djeluju. Može se pretpostaviti da je u Hrvatskoj poznato oko 13.000 speleoloških objekata, jer nisu svi podaci skupljeni na jednom mjestu. Ako se i određeni broj objekata ponovno registrira pod drugim imenom od različitih udruga, njihova brojka nikako ne može biti manja od 10.000 do 10.500, što i nije jako bitno, jer će se u budućnosti sigurno doći do većeg i točnijeg broja svih poznatih speleoloških objekata u Hrvatskoj.
Speleolozi iz Hrvatske su, preko Hrvatskog speleološkog saveza, članovi i Međunarodne speleološke unije (Union Internationale de Speleologie - UIS), a uspješno su realizirali i dobili dozvole za zajedničke speleološke ekspedicije diljem svijeta (gotovo sve zemlje Europe, SAD, Kanada, Meksiko, Kuba, Jamajka, Puerto Rico, Dominikanska Republika, Bermuda, Venezuela, Bolivija, Peru, Brazil, Argentina, Čile, Ukrajina, Moldavija, Turska, Cipar, Malta, Rusija, Gruzija, Libanon, Sirija, Jordan, Iran, Irak, Egipat, Tunis, Libija, Alžir, Maroko, Nigerija, Namibija, Gabon, Južna Afrika, Madagaskar, Etiopija, Tanzanija, Kongo, Mauricijus, Oman, Saudijska Arabija, Jemen, Pakistan, Afganistan, Indija, Šri Lanka, Nepal, Kina, Laos, Vijetnam, Tajland, Japan, Južna Koreja, Indonezija, Malezija, Nova Gvineja, Australija,...)   
HSS je 1998. godine uspješno organizirao veliku međunarodnu speleoronilačku ekspediciju u Crveno jezero, kada je precizno izmjerena visinska razlika od 528 metara, a dubina jezera od čak 281 metar. Naredne godine se započelo s ronjenjima u izvorima rijeke Gacke, koja su dala dotad nepredvidive rezultate o dubini i dužini izvora krših rijeka u Hrvatskoj. 
HSS svake godine za svoje članstvo organizira stručne seminare s različitim tematikama, organizira ispite za različite speleološke kategorije, te je već deset godina pokrovitelj godišnjeg okupljanja svih speleologa u Hrvatskoj - Skupa speleologa Hrvatske.

## Značajno za spomenuti
Predsjednici Hrvatskog speleološkog saveza su bili:
- dr.sc. Josip Poljak (1954. – 1957.),
- akademik dr.sc. Josip Roglić (1957. – 1960.; 1960. – 1962.),
- prof.dr. sc. Vladimir Blašković (1962. – 1964.),
- akademik dr.sc. Mirko Malez (1965. – 1966., 1967. – 1970., 1971. – 1974., 1975. – 1978., 1979. – 1982.,1983. – 1986., 1987. – 1990.),
- prof.dr.sc. Mladen Garašić (1991. – 1994., 1994. – 1997., 1998. – 2001., 2002. – 2005., 2006. – 2009.).

Trenutni predsjednik je:
- dr.sc. Neven Bočić (2010.-

Počasni članovi Hrvatskog speleološkog društva i dobitnici plakete "dr. Josip Poljak" su:
- akademik Grga Novak,
- akademik Milan Herak,
- akademik Milan Meštrov,
- dr.sc. Srećko Božičević.

Od osnutka do danas kroz članstvo Hrvatskog speleološkog saveza (Speleološko društvo Hrvatske, Hrvatsko speleološko društvo) prošle su stotine najistaknutijih stručnjaka i znanstvenika iz područja speleologije, geologije, hidrogeologije krša, biologije, arheologije i ostavile svoj trag u brojnim istraživanjima objavljenima u stranoj i domaćoj literaturi.
Članovi SDH aktivno su sudjelovali na svih 10. kongresa speleologa Jugoslavije. Odlično su organizirali čak dva kongresa, i to Drugi jugoslavenski speleološki kongres u Splitu 1958. godine i Deveti jugoslavenski speleološki kongres, održan u Karlovcu 1984. godine. Tiskani su posebni plakati o kongresima, organizirane su posebne izložbe i predavanja. Iza tih kongresa tiskani su Zbornici radova, za koje se procjenjuje da su najbolji na ovim prostorima.
Tijekom 2000. godine HSS je dobio i organizirao 5. međunarodni simpozij UIS-ovog povjerenstva za izučavanje povijesti speleologije i karstologije pod nazivom ALCADI 2000 (5 th International Symposium on History of Speleology and Karstology in Alps, Carpathians and Dinarides). Tiskani su sažeci radova i Zbornik radova Simpozija. 
Pored toga, SDH (HSS) je 1965. tiskao knjigu "Cerovačke pećine" dr. Mirka Maleza, brošuru o radu SDH, izradio je 26 knjiga o sustavnim speleološkim istraživanjima na području Hrvatske,
kao i Zapisnike speleoloških istraživanja (1959. do 1990.). Danas Hrvatski speleološki savez izdaje časopis "Spelaeologia Croatica" (od 1991. godine). Tiskana su pitanja za pojedine speleološke kategorije.
Raritetno je da je, na poziv članova SDH, u posjet Hrvatskoj 1955. godine došao i legendarni speleolog, Francuz Norbert Casteret. Bio je u Veternici i Cerovačkim špiljama s dr. Josipom Roglićem i dr. Mirkom Malezom, a u Zagrebu je održao predavanje za članove SDH i posebno za veliki broj zainteresiranih građana u najvećoj dvorani tadašnjeg Narodnog sveučilišta. To je bio izuzetan događaj, jer je Norbert Casteret već onda bio speleološka legenda.

## Vanjske poveznice
- Hrvatski speleološki savez
- Union Internationale de Speleologie - UIS